# Baudignan
Baudignan település Franciaországban, Landes megyében. Lakosainak száma 53 fő (2022. január 1.). Baudignan Arx, Lubbon és Rimbez-et-Baudiets községekkel határos.

## Népesség
A település népességének változása:
| Lakosok száma | 74   | 49   | 40   | 47   | 48   | 53   | 54   | 50   | 50   | 53   |
|               | 1968 | 1982 | 1990 | 2006 | 2013 | 2015 | 2017 | 2019 | 2020 | 2022 |